# Ader Avion II

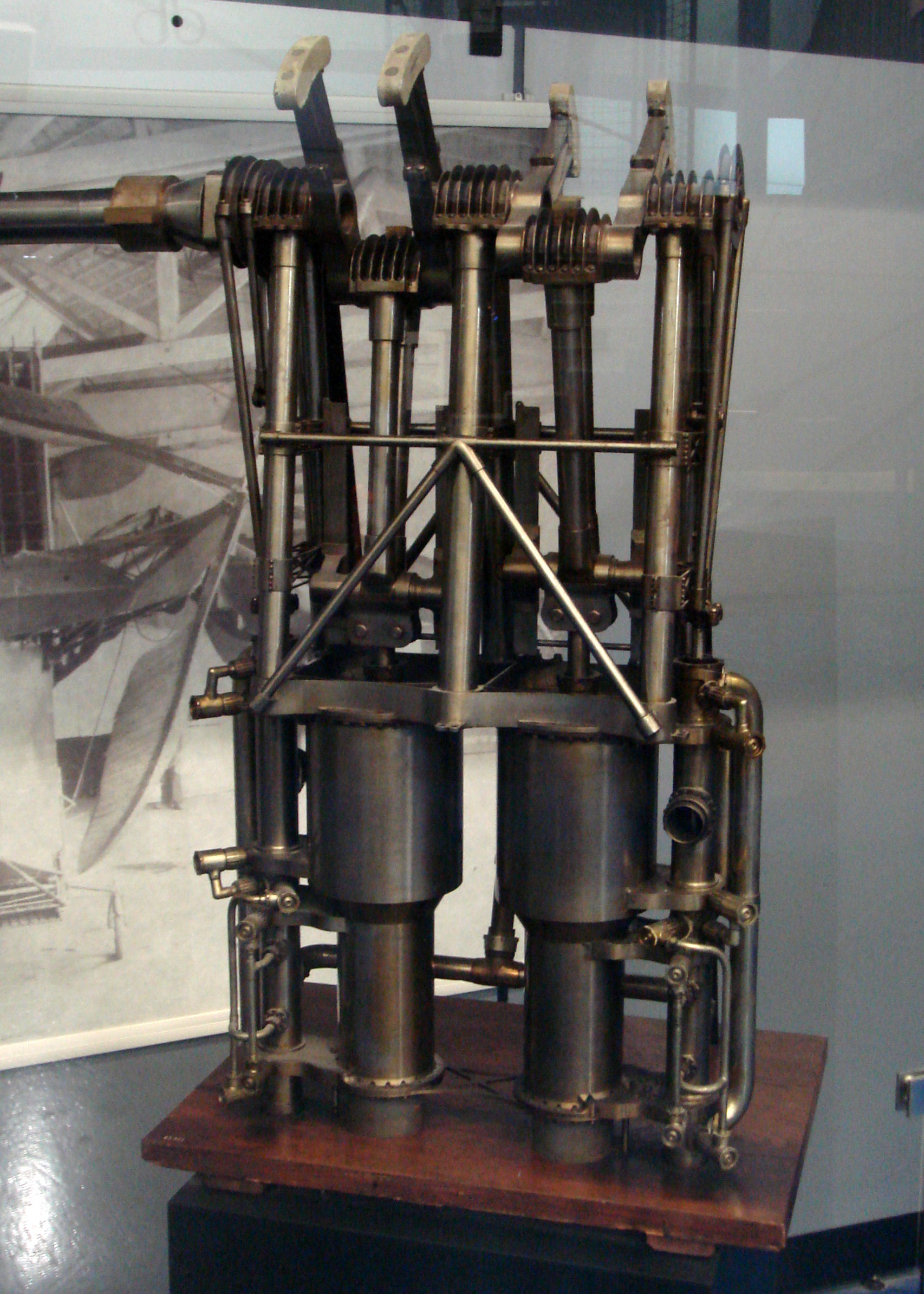
O motor Ader 1892, desenvolvido para o Avion II.

O Ader Avion II (também conhecido como Zephyr ou Éole II) foi a segunda tentativa de Clément Ader de criar um avião primitivo em 1893.
A maior parte das fontes concordam que o trabalho nesse modelo não chegou a ser completado. Ader o teria abandonado em favor do Avion III para o qual havia um financiamento. Mais tarde, Ader reivindicou ter efetuado um voo com o Avion II em agosto de 1892 por uma distância de 100 m num campo em Satory fato esse que em geral não é aceito pelos historiadores.

## Projeto e desenvolvimento
O termo "Avion" foi criado por Ader da palavra em latim avis ("pássaro"), e se tornou a origem da palavra francesa avion, a palavra mais comum em francês para designar uma aeronave mais pesada que o ar. O primeiro texto oficial fazendo menção a ela é a patente francesa Nº 205.155, concedida à Ader em 19 de abril de 1890.
O motor desenvolvido para o Avion II, chamado de Zéphyr, era um motor a vapor bem leve, acionando uma hélice de 4 lâminas e 3 m de diâmetro, no qual o vapor era resfriado através de um condensador. Ele produzia 30 hp a 480 rpm a um pressão de apenas 0,0022 psi, pesando apenas 33 kg quando seco e 134 kg quando abastecido e com os demais acessórios.